# Византијско-млетачки споразум из 1082.
Византијско-млетачкиспоразум из 1082. године или Византијско-венецијански споразум из 1082. је био трговински и одбрамбени споразум потписан између Византијског царства и Млетачке републике, у форми царске хирсобуле издате од стране Алексија I Комнина. Овај споразум, омогућио је Млетачкој републици (Венецији) да добије право на главне трговачке коцесије у читавом царству, у замену за њихову војну помоћ у рату против Нормана, он ће имати пресудан утицај на обе стране Византијско царство и Млетачку републику чију ће историјску судбину одредити у вековима који ће уследити.

## Садржина уговора
Византијско царство је са Млетачком републиком сачинило веома велики број трговачких концесија у замену за војну подршку против нормана који су нападали православно становништво на апенинима, преотимали византијске поседе, пљачкали њене трговце, покушавајући да докрајче византијску дражаву на њеним територијама у јужној италији. Према споразуму који је сачињен, византинци би омогућили млечанима да тргују широм целог царства без обавезе плаћања царина. Млечанима би такође било дозвољена контрола над главним лучким објектима Византије (Константинопоља), заједно са контролом над неколико кључних јавних функција. Споразум је такође гарантовао многе привилегије Млетачком дужду, заједно са приходима. И коначно, млечанима је гарантован њихова трговачка колонија у византији (једна четврт у цариграду), са радњама, црквама, пекарама, зантаским радионица, што се само може упоредиди са колонијалним коцесијама 19. века.
У замену за ове огромне трговачке концесије(привилегије), византија је захтевала војну подршку од Млетака, нарочито у виду бродовља, јер у том моменту царство није имало потпуно борбено способну морнарицу за пловидбу.

## Последице споразума
Споразум који је цар закључио услед гласноговорништва магната имао је кобне последицепо византију. Војна помоћ која је обећана од стране млетачке републике заправо никада није стигла.Млечани заправо нису ништа урадили да спрече Нормане, тј. њихову инвазију, али су зато уграбили огромне користи од нових трговачких повластица, које им је овај споразум омогућио. Моћ византијског царства да се опорави од губитака значајно је опала, због огромних прихода којих се царство одрекло омогућивши млечанима да овим споразумом слободно тргују без икаве обавезе плаћања царина и дажбина. Ово је угушуло способност опоравка тј обнављајућу снагу царства која му је помагала читавог постојања, и што је коначно започело процес пропадања царства до његовог коначног пада. Тако је губитак државне контроле над финасијама, и неконтролисан одлив финасија на запад био смртни ударац за економију царства а, као што ће се касније испоставити и за само царство. Овај уговор фактички је био наметнут византији у једном од најтежих трнутака по њу, тако да је истовремено ратујући са западом нехотице успела да му пружи и финасијску подршку за то. Тако је на своје пијаце које су имале монопол на трговину с Блиским истоком, Индијом, Кином, Персијом, Арабијом, Африком и уопште светском трговином на три континента, научним и војним технологијама омогућен Млечанима приступ у замену за много мање вредну помоћ. Од тада на западу по први пут почиње да се формира трговина налик на данашњу. У почетку првих деценија владао је просперитет, западњачка роба је преплавила царство јер је без царина постала много јефтинија и на тај начин конкурентнија. Уз помоћ овога и контроле пловних путева која им је поверена као предузимачима као и неке државне функције, успели су да скоро униште пољопривредну и далеко напреднију занатску производњу од сопствене. Андроник I Комнин је поништио споразум-царску булу и спречио странце да даље исцрпљују царство али огроман новац већ се одлио на запад. Због овога недуго затим покренут је четврти крсташки рат који је уместо на муслимански Египат, иначе великог трговачког партнера Млечана, из Венеције завршио бестидним пљачкаљем једног од највећих хришћански градова у историји хришћанства ,Цариграда. Након тога почиње да се јавља први велики предузетнички капитал и банке на западу, трансфер културе и науке, учених људи из Византије који ће ударити темеље ренесансе и науке које су обликовали данашњи запад. А да иронија буде већа главни финасијери и пружаоци логистике похода били су управо Млечани из Венеције. Царство се од овога више никад није никад потпуно опоравило, па су након венецијанског и крсташког похода, Отомански Турци само ставили тачку на постојање ове древне цивилизације.